# Ypthimomorpha hoehneli
Ypthimomorpha hoehneli är en fjärilsart som beskrevs av Holland 1896. Ypthimomorpha hoehneli ingår i släktet Ypthimomorpha och familjen praktfjärilar. Inga underarter finns listade i Catalogue of Life.